# Ридли Пиърсън
Ридли Пиърсън (на английски: Robert Ridley Pearson) е американски писател на бестселъри в жанра криминален и шпионски трилър, както и на приключенска литература за деца. Освен под собственото си име пише и под псевдонимите Джойс Риардън и Уендъл Маккил.

## Биография и творчество
Ридли Пиърсън е роден на 13 март 1953 г. в Глен Коув, Ню Йорк, САЩ. Роден и израстнал с родителите си Робърт и Бетси Пиърсън, които са писател и художничка, в Ривърсайд, Кънектикът, заедно с своите брат и сестра, Бредбъри и Уенди. Учи в училище „Pomfret“, след което завършва Университета на Канзас с бакалавърска степен. Започва да учи в университета „Браун“, но не го завършва.
Започва кариерата си като певец, композитор и бас китарист на рок група, и прекарва повече от едно десетилетие в пътуване. Участва в албума „Big Lost Rainbow“ през 1973 г. По-късно той е един от основателите на ранната версия на успешната рокендрол група „Rockbottom“, която прекратява своята дейност през юни 2012 г.
Към края на 70-те, едновременно с участието си в музикалните турнета, Пиърсън започва да пише. Първоначално това са сценарии за телевизията, повлияни от сериали като „Коломбо“, тъй като той харесва този жанр, но не успява да реализира нито един от тях.
След осем години писателско творчество, постоянство и упоритост, той успява да намери литературен агент и публикува първия си роман „Never Look Back“ през 1985 г.
Една от най-известните му серия трилъри, която започва от 1988 г. е за сиатълския детектив Лу Болд и психолога от полицията Дафни Матюс. В железен тандем те правят и невъзможното, за да открият жестоки убийци и похитители.
Виждайки успеха на литературните си произведения, Пиърсън насочва своите усилия към литературата. През 1990 г. той става първият американец удостоен със стипендията „Реймънд Чандлър“ на института „Фулбрайт“, с която се стимулират писатели в началото на тяхната кариера, за да се усъвършенстват и да развиват своето въображение и творчество. През 1991 г. Пиърсън е в колежа „Wadham“ на Оксфордския университет, където той учи съдебна медицина, разработва и пише романите си „Жътварят на сърца“ и „Без свидетели“.
През 2000 г. Ридли Пиърсън с още осем негови колеги правят литературен експеримент и написват съвместно романа „The Putt at the End of the World“, в който най-богатият човек на света организира голф турнир и кани трима посредствени голфъри със залог за края на света.
От 2003 г., в съавторство с носителя на наградата „Пулицър“ хумориста Дейв Бари, започва да пише и приключенска литература за деца. Награден е с безплатен ВИП пропуск за увеселителните паркове на компанията „Дисни“.
От 2006 г. Пиърсън пише серия трилъри с главен герой шериф Уолт Флеминг, който разрешава случаи на убийства и други престъпления в Сън Вали. В някои от романите заедно с шерифа е и старият познайник детектив Болд.
От лятото на 2008 г. до лятото на 2009 г. е гостуващ професор в Колежа за международни езици и литература в университета „Фудан“ в Шанхай, Китай.
Пиърсън е спечелил твърда репутация сред читателите. Неговите криминални романи подчертават конкретните детайли на разследването и твърде често имитират действителния живот. Роман като „Подводни течения“ дори е подпомогнал решаването на реално съдебно дело за убийство с описанието на специфични факти и изследователски методи, които имат отношение към разследването и прокурорската позиция.
Ридли Пиърсън е автор на поредици от бестселъри, включени в списъците на „Ню Йорк Таймс“, преведени са на повече от 22 езика и са издадени в повече от 70 страни.
Голямата част от романите му са предпочетени за екранизация и по тях се разработват проекти. През 2003 г. по романа му „The Diary of Ellen Rimbauer: My Life at Rose Red“ е направен телевизионният филм „The Diary of Ellen Rimbauer“.
Ридли Пиърсън, съпругата му Марсел, и двете им дъщери, Пейги и Стори, живеят в Честърфийлд, Сейнт Луис, Мисури, и разделят времето си между Средния Запад и Скалистите планини.

## Произведения

### Трилъри

#### Самостоятелни романи
- Never Look Back (1985
- Blood of the Albatross (1986)
Кръвта на Албатроса, изд.: ИК „Компас“, Варна (1997), прев. Мария Нешкова
- The Seizing of Yankee Green Mall (Hidden Charges) (1987)
- Probable Cause (1989)
Достатъчно основание, изд. „Албатрос ТБ“ (1995), прев. Пламен Иванов
- Hard Fall (1991)
Твърдо падане, изд.: ИК „Компас“, Варна (1993, 1997), прев. Тинко Трифонов
- Chain of Evidence (1995)
Верига от улики, изд.: ИК „Компас“, Варна (1996), прев. Златозар Керчев
- Parallel Lies (2001)
Паралелни лъжи, изд.: „Унискорп“, София (2009), прев. Ивайла Божанова
- The Diary of Ellen Rimbauer: My Life at Rose Red (2002) – под псевдоним Джойс Риардън
- Cut and Run (2005)
Светкавично бягство, изд.: ИК „Хермес“, Пловдив (2006), прев. Михаела Димитрова
- Science Fair (2008) – в съавторство с Дейв Бари

#### Серия „Болд / Матюс“ (Boldt / Matthews)
1. Undercurrents (1988)
Подводни течения, изд. „Албатрос ТБ“ (1995), прев. Трайко Трайков
2. The Angel Maker (1993)
Жътварят на сърца, изд.: ИК „Бард“, София (1995), прев. Павел Талев
3. No Witnesses (1994)
Без свидетели, изд.: ИК „Компас“, Варна (1998), прев. Мария Цочева
4. Beyond Recognition (1997)
Без шанс за разпознаване, изд.: ИК „Компас“, Варна (1998), прев. Мария Нешкова
5. The Pied Piper (1998)
Гайдаря от Хамелин, изд.: ИК „Компас“, Варна (2000), прев. Мария Борисова
6. The First Victim (1999)
Първата жертва, изд.: ИК „Пан“, София (2000), прев. Елена Коцева
7. Middle of Nowhere (2000)
Клопка, изд.: ИК „Кронос “, София (2001), прев. Тодор Кенов
8. The Art of Deception (2002)
Изкуството на заблудата, изд.: ИК „Хермес“, Пловдив (2004), прев. Иван Атанасов
9. The Body of David Hayes (2004)
17 милиона причини да умреш, изд.: ИК „Хермес“, Пловдив (2005), прев. Иван Атанасов

#### Серия „Крис Клик“ (Chris Klick) – под псевдоним Уендъл Маккил
1. Dead Aim (1988)
2. Aim for the Heart (1990)
3. Concerto in Dead Flat (1999)

#### Серия „Шериф Уолт Флеминг“ (Walt Fleming)
1. Killer Weekend (2007)
Смъртоносен уикенд, изд.: ИК „Хермес“, Пловдив (2007), прев. Калина Кирякова
2. Killer View (2008)
Смъртоносна гледка, изд.: ИК „Хермес“, Пловдив (2009), прев. Калина Кирякова
3. Killer Summer (2009)
Смъртоносно лято, изд.: ИК „Хермес“, Пловдив (2010), прев. Калина Кирякова
4. In Harm's Way (2010)
Смъртоносни разкрития, изд.: ИК „Хермес“, Пловдив (2011), прев. Иван Иванов

#### Серия „Стийл Трап“ (Steel Trapp)
1. The Challenge (2008)
2. The Academy (2010)

#### Серия „Джон Нокс и Грейс Чу“ (Risk Agent)
1. The Risk Agent (2012)
Шанхайска афера, изд.: ИК „Хермес“, Пловдив (2012), прев. Стоянка Лазарова
2. Choke Point (2013)
3. The Red Room (2014)
4. White Bone (2016)

### Детски серии

#### Серия „Питър“ (Peter) – в съавторство сДейв Бари
1. Peter and the Starcatchers (2004)
2. Peter and the Shadow Thieves (2006)
3. Peter and the Secret of Rundoon (2007)
4. Peter and the Sword of Mercy (2009)
5. The Bridge to Never Land (2011)

#### Серия „Кралството Кийпърс“ (Kingdom Keepers)
1. The Kingdom Keepers (Disney After Dark) (2005)
2. Disney at Dawn (2008)
3. Disney in Shadow (2010)
4. Power Play (2011)
5. Shell Game (2012)
6. Dark Passage (2013)

#### Серия „Брава и ключ“ (Lock and Key)
- The Gadwall Incident (2016)

1. The Initiation (2016)
2. The Downward Spiral (2017)
3. The Final Step (2018)

#### серия „Ничия земя“ (Never Land) – в съавторство сДейв Бари
1. Escape from the Carnivale (2006)
2. Cave of the Dark Wind (2006)
3. Blood Tide (2006)

### Други

#### Съвместни романи
- The Putt at the End of the World (2000) – в съавторство с Лий K. Абът, Дейв Бари, Ричард Буш, Джеймс Кръмли, Джеймс У. Хол, Тим О'Брайън, Тами Хоуг и Лес Стандифорд

#### Разкази
- All Over But the Dying (1996)
- Diagnosis – Terminal: An Anthology of Medical Terror (1996) – сборник тематични разказа на Ридли Пиърсън и писателите Ф. Пол Уилсън, Томас Монтелеоне, Ед Горман, Бил Пронзини, Стивън Опруил, Чет Уилямсън, и Карл Едуард Вагнер

#### Документалистика
- Mid-Life Confidential: The Rock Bottom Remainders Tour America With Three Chords and an Attitude (1994) – в съавторство с Дейв Бари, Стивън Кинг, Табита Кинг, Барбара Кингсолвър и Ейми Тан